# Svenska mästerskapen i fälttävlan 1955
Svenska mästerskapen i fälttävlan 1955 avgjordes i Skövde . Tävlingen var den 5:e upplagan av Svenska mästerskapen i fälttävlan.

## Resultat
| Placering | Ryttare          | Häst     |
| --------- | ---------------- | -------- |
| 1         | Folke Frölén     | Fyr xx   |
| 2         | Petrus Kastenman | Illuster |
| 3         | G Ulfsparre      | Flight   |